# Kleptocratie
Kleptocratie komt van het Griekse klepto (stelen) en kratein (regeren), en betekent dus "regering door dieven". In tegenstelling tot bijvoorbeeld democratie of dictatuur is het geen staatsvorm. Het betreft een pejoratieve term voor (vermeend) zelfverrijkende regeringen en landen.
Het kan wel tot informele bestuursvorm verworden; in dat geval is de mogelijkheid om te stelen en te laten stelen bepalend voor de machtsverhoudingen in het land.
Een minder negatieve term voor 'kleptocratie' is eveneens de door geld gestuurde 'plutocratie', waar oligarchen, zoals in Rusland en de voormalige Sovjet-republieken, vaak informeel, de dienst uitmaken.
Kleptocratieën zijn meestal - maar niet uitsluitend - dictaturen. Het wordt vaak geassocieerd met bananenrepublieken, maar absolutistische en koloniale regeringen worden er soms ook van verdacht kleptocratieën te zijn. Tegenwoordig zijn kleptocratieën vooral derdewereldlanden.

## Historische voorbeelden
In de geschiedenis is het talloze malen voorgekomen dat kringen van intimi rond de machthebbers grote vermogens bijeen roofden. Voorbeelden zijn:
1. Napoleon I die als keizer een vermogen vergaarde en toeliet dat zijn maarschalken en generaals dat ook deden. De maarschalk Masséna graaide in Milaan en ook elders zoveel bij elkaar dat Napoleon op Sint Helena opmerkte: "Masséna a bien volé" (Frans: Masséna heeft goed gestolen"). De keizer zelf liet de sieraden van zijn vrouw Joséphine op de begroting van de ambulances van het leger boeken.[1]
2. De onmetelijke schatten van de Katholieke kerk in Engeland werden door Hendrik VIII geconfisqueerd en verdeeld tussen de kroon en de grote edellieden rond de koning. Dit is de basis van veel van de grote adellijke vermogens in Groot-Brittannië.

De Duitse organisatie Transparency International publiceerde in 2004 een lijst met leiders die het meeste geld uit de staatskas voor privédoeleinden hebben aangewend:
1. Muhammad Soeharto (Indonesië 1967-1998) 15 tot 35 miljard US$
2. Ferdinand Marcos (Filipijnen 1965-1986) 5 tot 10 miljard
3. Mobutu Sese Seko (Zaïre 1965-1997) 5 miljard
4. Sani Abacha (Nigeria 1993-1998) 1 miljard
5. Slobodan Milošević (Joegoslavië 1989-2000) 1 miljard
6. Jean-Claude "Baby Doc" Duvalier (Haïti 1971-1986) 300 tot 800 miljoen
7. Alberto Fujimori (Peru 1990-2000) 600 miljoen
8. Pavlo Lazarenko (Oekraïne 1996-1997) 114 tot 120 miljoen
9. Arnoldo Alemán (Nicaragua 1997-2002) 100 miljoen
10. Joseph Estrada (Filipijnen 1998-2001) 78 tot 80 miljoen.

## Westerse democratieën
In de Westerse democratieën, zoals West-Europa, Noord-Amerika en Australië is de kleptocratie, als brede vorm van misbruik door een regering niet bekend. In voorkomende gevallen van individuele corruptie, zelfverrijking, en dergelijke zijn parlementaire controle en juridische strafvervolging effectieve sancties.